# Lijst van voetbalinterlands Albanië - Bosnië en Herzegovina (vrouwen)
Deze lijst van voetbalinterlands is een overzicht van alle officiële voetbalwedstrijden tussen de nationale vrouwenteams van Albanië en Bosnië en Herzegovina. De landen hebben tot nu toe twee keer tegen elkaar gespeeld.

## Wedstrijden
| № | Plaats | Datum        | Competitie        | Wedstrijd                       | Uitslag |
| - | ------ | ------------ | ----------------- | ------------------------------- | ------- |
| 1 | Zenica | 4 april 2019 | Vriendschappelijk | Bosnië en Herzegovina − Albanië | 1 − 0   |
| 2 | Zenica | 9 april 2021 | Vriendschappelijk | Bosnië en Herzegovina − Albanië | 0 − 0   |

## Samenvatting
| Competitie        | Totaal gespeeld | Winst Albanië | Gelijk | Winst Bosnië en Herzegovina | Doelsaldo Albanië – Bosnië en Herzegovina |
| ----------------- | --------------- | ------------- | ------ | --------------------------- | ----------------------------------------- |
| Vriendschappelijk | 2               | 0             | 1      | 1                           | 0 − 1                                     |
| Totaal            | 2               | 0             | 1      | 1                           | 0 − 1                                     |